# Dorinda Cox
Dorinda Rose Cox (Kojonup, 25 de maio de 1976) é uma política australiana e uma mulher Yamatji-Noongar. É a primeira mulher indígena a representar a Austrália Ocidental no Senado. Em 2020, ganhou a pré-seleção como principal candidata ao Senado do partido dos Verdes na Austrália Ocidental e, no ano seguinte, foi nomeada para preencher a vaga aberta pela renúncia da senadora Rachel Siewert. Foi, então, eleita como senadora dos Verdes Australianos representando a Austrália Ocidental nas eleições federais australianas de 2022.

## Anos iniciais

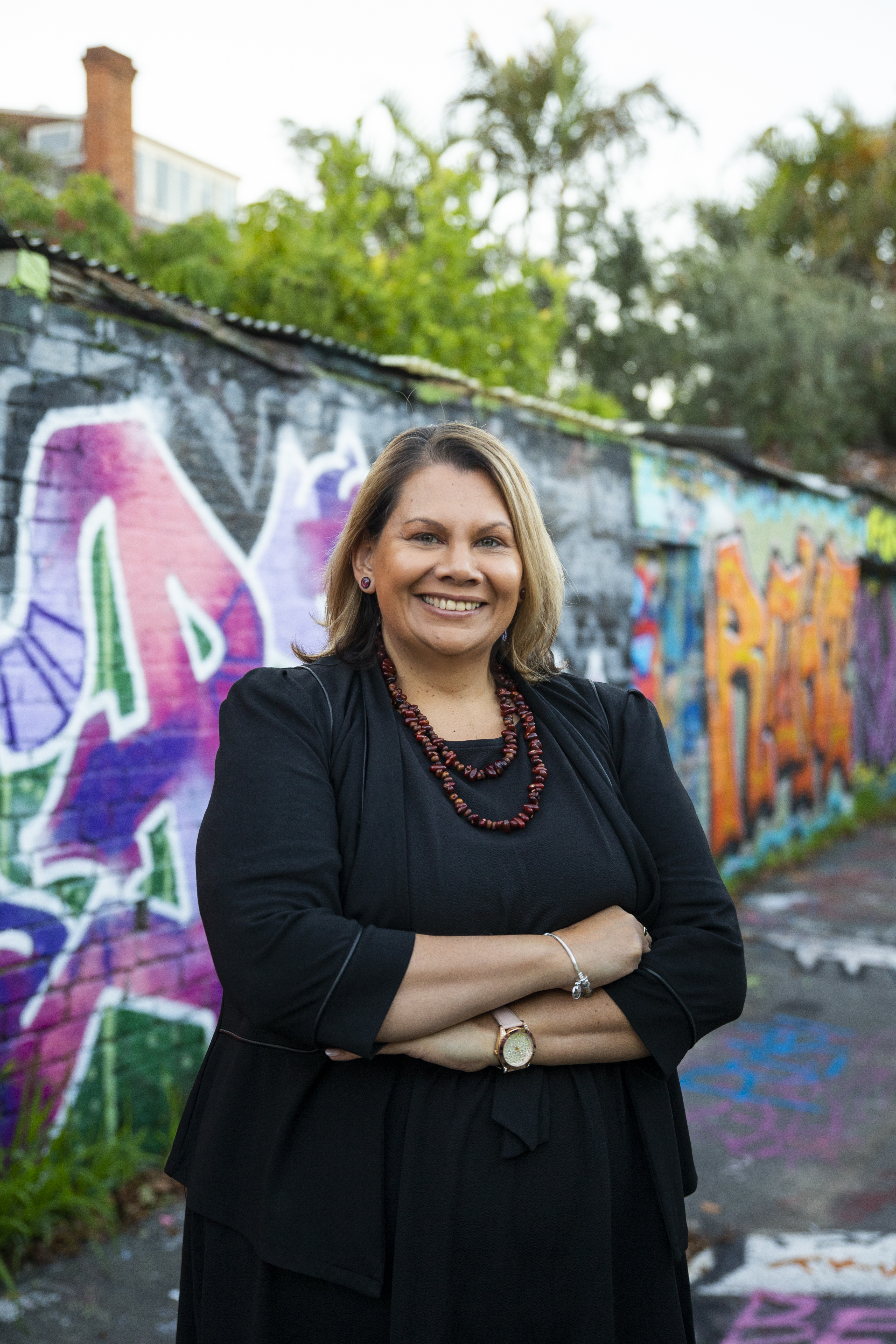
Em 2022.

Dorinda Rose Cox nasceu em Kojonup, no estado da Austrália Ocidental, de pais pertencentes aos povos Yamatji e Noongar (Kaniyang e Yued). Sua família experimentou "cinco gerações de remoção de crianças em sua linha matriarcal". Seu avô foi tirado de sua família e país no Gascoyne quando criança para ser criado na missão de New Norcia, onde seu nome foi mudado.
Cresceu em Perth, deixando a escola, em 1994, aos 17 anos para se tornar uma cadete da Polícia da Austrália Ocidental (Western Australia Police Force). Foi cadete, entre 1994 e 1996 e oficial de ligação com a polícia aborígene, entre 1996 e 2002, onde realizou treinamento especializado em abuso infantil, entrevistas de agressão sexual e policiamento de linha de frente, incluindo a unidade de violência familiar. Deixou a força, aos 27 anos, para trabalhar para o Centrelink Master Program.
Em 2008, foi nomeada para o Conselho Nacional para Reduzir a Violência Contra as Mulheres (National Council to Reduce Violence Against Women) do Governo do primeiro-ministro Kevin Rudd.
Também atuou no Conselho da fundação antiviolência "Our Watch", no Comitê Consultivo do Ombudsman da Austrália Ocidental sobre Revisões de Morte Infantil e Homicídios por Violência Familiar (WA Ombudsman's Advisory Committee on Child Death Reviews and Family Violence Homicides), e no grupo de trabalho indígena para a campanha do "Tratado de Cada Mulher" (Every Woman Treaty).
Produziu uma extensa pesquisa delineando estratégias para trabalhar em estreita colaboração com sobreviventes de agressão sexual das Primeiras Nações. A partir de 2019, foi diretora executiva interina do Conselho de Segurança e Bem-Estar Familiar de Noongar (Noongar Family Safety and Wellbeing Council). É ex-diretora não executiva da Kooraminning Aboriginal Corporation, com sede em Narrogin.

## Política
Representou do partido dos Verdes na eleição estadual da Austrália Ocidental de 2017 na divisão eleitoral de Jandakot. Também foi a candidata do partido nas eleições federais de 2018 na divisão eleitoral de Fremantle.
Em outubro de 2020, ganhou a pré-seleção como a principal candidata na chapa, ao Senado da Austrália, dos Verdes na Austrália Ocidental nas eleições federais de 2022, após a decisão da senadora em exercício, Rachel Siewert, de não concorrer novamente. Derrotou a ex-deputada estadual Lynn MacLaren e a atual diretora estadual Sophie Greer na votação de pré-seleção. Siewert optou por renunciar ao Senado antes do final de seu mandato, criando uma vaga casual a ser preenchida por Cox, em setembro de 2021. Seria a primeira mulher indígena a representar a Austrália Ocidental no Senado e a quinta no Parlamento Federal da Austrália.
Tomou posse no Senado, em 18 de outubro de 2021. Aproveitou seu discurso inaugural como uma oportunidade para esclarecer questões das Primeiras Nações, incluindo herança cultural, taxas de desabrigados, mortes sob custódia, tratado e violência familiar.
Em seu primeiro discurso ao Senado, também pediu um inquérito nacional sobre mulheres desaparecidas e assassinadas das Primeiras Nações. Em novembro de 2021, garantiu o apoio do Senado para estabelecer um inquérito parlamentar que examinará os processos de policiamento usados nas investigações de assassinatos e pessoas desaparecidas das Primeiras Nações.
É a porta-voz do partido nas questões de mineração e recursos, comércio, turismo, ciência, pesquisa e inovação.

## Vida pessoal
Tem duas filhas: Ailish e Ciara, com o ex-marido.
Experimenta algumas dificuldades auditivas e, em função disso, usa um implante coclear. Em 2022, foi nomeada embaixadora do Dia Mundial da Audição pelo Ear Science Institute Australia.